# TokYo,Boy
『TokYo,Boy』（トーキョーボーイ）は、テリー伊藤がディレクターを務めていた、TOKYO MXの東京都単独提供番組。1999年11月7日放送開始。2014年3月30日放送終了。実際にはkの字が裏向きになっていた。また最初の放送時間は日曜21:00 - 21:30（放送開始当初は日曜18:30 - 19:00）で放送翌週土曜23:00 - 23:30（2011年3月までは翌週土曜23:30 - 翌0:00）に再放送されていた。また正月には1時間スペシャルも編成された。
山形県米沢市と北海道函館市にある、ケーブルテレビ局のニューメディア、山口県山口市にある、山口ケーブルビジョンのコミュニティチャンネルでも放送されていた。

## 概要

### 番組の特徴
東京都の広報番組としての一面があるが、毎回取り上げられるテーマが、東京都単独提供番組にふさわしくないと評されるほど、バラエティー色豊かでありながら、東京都の問題を的確に捉え、地方自治体提供番組にありがちな説教じみた物がないのが特徴であった。また、当番組の手法はビートたけしからも良い評価を受けていた。

### 放送開始の経緯、歴史
- 番組が制作されるきっかけになったのは、石原慎太郎が東京都知事に当選した際、テリー伊藤が石原から「どうしようもないMXテレビをなんとかしてよ!テリーさん番組作ってくれないかな?」と何回も尋ねられそこから実現に至った。
- 放送開始当初は週代わりで東京の問題点を探っていくメイン内容と並行して「東京の優良市民を探そう」というサブコーナーもあった。
- 放送時間変更後はアーティストのオーディション企画が主体となり変更前とは大きく番組内容が変わって行った。
- 一時期、東京都庁の展望台で「Tokyo Boyまんじゅう」という、当番組とコラボレートした菓子が販売されていたことがある。
- ほぼレギュラーだった浅草キッドに息子の石原良純が『中井正広のブラックバラエティ』にて「(父親が)わがままでしょ？」と尋ねたところ、水道橋博士が「あんなにワガママな人見た事ない」と断言。当時4年間も一緒に仕事をしていたが「全然名前を覚えない」と嘆いていた。
- 2002年辺りからオーディション企画が減って行きオールロケとスタジオで映像を見てテリー伊藤ら出演者が論議する企画の二つを変動的に行うようになる。
- 2004年辺りから「東京に泊まろう」を中心にオールロケ企画のみとなる。
- その後は東京マラソンのタイアップ企画や東京の名所、新スポットを紹介する企画が主体となっていた。
- 2014年3月をもって14年半の歴史に幕を下ろした。なお、東京都の広報番組としての後番組は2014年4月5日にスタートした『東京クラッソ!』。

## 今まで放送された企画
東京に泊まろう!
東京のどこかの町へタレントが繰り出し泊めて欲しいと交渉。泊めてもらった人の家でタレントが会話や家事の手伝いを行う。一泊した後、翌朝にタレントがその家の人にお礼を言って帰っていく。午前0時までに泊めてくれる人が見つからなかったら野宿となってしまう。
都民100の問題点
一般視聴者から寄せられた東京の様々な問題を募集し、その中から現場検証が必要な場所を番組スタッフがリポート、及び、関係者へインタビューを行う。
東京キレ親父竹山竹太郎
竹山隆範扮するキレ親父竹山竹太郎が非常識な若者達にキレまくる。
東京ストリート悩み相談
テリー伊藤がゲストと共に若者の悩みに答える。
東京アスリートキッズ大会
オリンピック招致とさらなるスポーツ振興のための小学生アスリートを集める大会。各区市町村ごとの代表による地区予選が行われている。また、大会は低学年の部と高学年の部に分かれている。
TOKYO BOY音楽祭
東京の五輪招致などコンセプトを決め、ストリートやインディーズシーンで活動するミュージシャンたちに思いのこもった曲を披露してもらう人気企画。五輪招致編：ゲスト 多胡邦夫、矢口真里、ミュージシャン：DAG FORCE、山下総合病院、Ori-ska、ヨシケン。

## 今まで出演したタレント
- 浅草キッド
- 松村邦洋
- 蛭子能収
- ナイツ
- 近田春夫
- 高城剛
- 井筒和幸
- 竹山隆範
- 泉麻人
- ホーム･チーム
- 360°モンキーズ
- ペナルティ・ヒデ
- 加勢大周
- レッド吉田
- 辻よしなり
- あきと
- ノッチ
- TKO
- 中川礼二

- 眞鍋かをり
- 栗原由佳
- くまきりあさ美
- ほしのあき
- 岩崎ひろみ
- 室井佑月
- 酒井若菜
- 矢沢心
- 古瀬絵理
- 家田荘子
- 藤崎奈々子
- 東原亜希
- 森下千里
- 大網亜矢乃
- 田代さやか
- 青島あきな
- 橋本志穂
- 手島優
- 小野真弓
- 瀬戸早妃
- 小島くるみ
- 原史奈（番組放送開始当初のカバーアイドル）
- 矢口真里
- 脊山麻理子
- 谷澤恵里香
- 松嶋初音

## スタッフ
- プロデューサー：佐藤仁（TOKYO MX）、須原美香（ロコモーション）
- 演出：小亀聡史
- ディレクター：笹野健太郎、宮川剛史
- AD：徳田浩二、辻夏紀
- 構成：村上卓史、小高弘嗣、つじまるみ、西田啓昭
- 技術：Zeta
- 編集・MA：NEK STUDIO → ヌーベルPC（ヌーベルバーグ）
- 音効：ZACK
- 制作：LOCOMOTION
- 製作：TOKYO MX
- 提供：東京都

### ナレーター
- 市川展丈
- 野島健児
- 皆口裕子

ほか